# Final de la Eurocopa 2004
La final de la Eurocopa 2004 fue disputada el 4 de julio de 2004, en el Estádio da Luz de Lisboa, Portugal. Los dos ganadores de los partidos de semifinales, Portugal y Grecia, se enfrentaron en un único partido de 90 minutos. Grecia ganó ese enfrentamiento por 1 a 0 coronándose como el campeón.
En la primera parte los dos equipos tuvieron grandes ocasiones de gol. Pero en la segunda parte, los griegos se impusieron a los portugueses. Ya que a los 57' del partido el griego Angelos Charisteas mete el único gol del encuentro de cabeza, tras un saque de esquina. Con el marcador a su favor, Grecia controló el encuentro y pese a los intentos portugueses de recortar distancias, el encuentro terminaría 0–1. La selección de Grecia se coronó así por primera vez como campeona de la Eurocopa tras 40 años de malas Eurocopas. Este hecho es considerado una de las epopeyas más grandes que se hayan visto en un campo de fútbol, ya que Grecia contaba con una selección humilde y con jugadores de poca trayectoria internacional.[cita requerida]

## Camino a la final
| Equipo   | Pts | PJ | PG | PE | PP | GF | GC | Dif |
| -------- | --- | -- | -- | -- | -- | -- | -- | --- |
| Portugal | 6   | 3  | 2  | 0  | 1  | 4  | 2  | 2   |
| Grecia   | 4   | 3  | 1  | 1  | 1  | 4  | 4  | 0   |
| España   | 4   | 3  | 1  | 1  | 1  | 2  | 2  | 0   |
| Rusia    | 3   | 3  | 1  | 0  | 2  | 2  | 4  | -2  |

| Equipo   | Pts | PJ | PG | PE | PP | GF | GC | Dif |
| -------- | --- | -- | -- | -- | -- | -- | -- | --- |
| Portugal | 6   | 3  | 2  | 0  | 1  | 4  | 2  | 2   |
| Grecia   | 4   | 3  | 1  | 1  | 1  | 4  | 4  | 0   |
| España   | 4   | 3  | 1  | 1  | 1  | 2  | 2  | 0   |
| Rusia    | 3   | 3  | 1  | 0  | 2  | 2  | 4  | -2  |

## Partido
| 1          | POR        | Ricardo Pereira     |     |
| 4          | DEF        | Jorge Andrade       |     |
| 13         | DEF        | Miguel              | 43' |
| 14         | DEF        | Nuno Valente        |     |
| 16         | DEF        | Ricardo Carvalho    |     |
| 6          | MED        | Costinha            | 60' |
| 18         | MED        | Maniche             |     |
| 20         | MED        | Deco                |     |
| 7          | DEL        | Luís Figo           |     |
| 17         | DEL        | Cristiano Ronaldo   |     |
| 9          | DEL        | Pedro Pauleta       | 74' |
| Entrenador | Entrenador | Luiz Felipe Scolari |     |

| 1          | POR        | Antonios Nikopolidis     |     |
| 2          | DEF        | Giourkas Seitaridis      |     |
| 5          | DEF        | Traianos Dellas          |     |
| 14         | DEF        | Panagiotis Fyssas        |     |
| 19         | DEF        | Michalis Kapsis          |     |
| 6          | MED        | Angelos Basinas          |     |
| 7          | MED        | Theodoros Zagorakis      |     |
| 8          | MED        | Stylianos Giannakopoulos | 76' |
| 21         | MED        | Kostas Katsouranis       |     |
| 15         | DEL        | Zisis Vryzas             | 81' |
| 9          | DEL        | Angelos Charisteas       |     |
| Entrenador | Entrenador | Otto Rehhagel            |     |

| 2  | DEF | Paulo Ferreira | 43' |
| 10 | MED | Rui Costa      | 60' |
| 21 | DEL | Nuno Gomes     | 74' |

| 3  | MED | Stelios Veneditis      | 76' |
| 23 | DEL | Dimitrios Papadopoulos | 81' |

|  |

| Anotado | 57' | Angelos Charisteas | 0-1 |

| Amonestado | 11'   | Costinha     |
| Amonestado | 90'+3 | Nuno Valente |

| Amonestado | 45'+2 | Angelos Basinas        |
| Amonestado | 63'   | Giourkas Seitaridis    |
| Amonestado | 67'   | PanagiotisFyssas       |
| Amonestado | 85'   | Dimitrios Papadopoulos |

| Árbitro                                                       | Markus Merk        |
| Árbitros asistentes                                           | Christian Schräer  |
| Árbitros asistentes                                           | Jan-Hendrik Salver |
| Cuarto árbitro                                                | Anders Frisk       |
| Reporte Archivado el 5 de octubre de 2018 en Wayback Machine. |                    |

| 1          | POR        | Ricardo Pereira     |     |
| 4          | DEF        | Jorge Andrade       |     |
| 13         | DEF        | Miguel              | 43' |
| 14         | DEF        | Nuno Valente        |     |
| 16         | DEF        | Ricardo Carvalho    |     |
| 6          | MED        | Costinha            | 60' |
| 18         | MED        | Maniche             |     |
| 20         | MED        | Deco                |     |
| 7          | DEL        | Luís Figo           |     |
| 17         | DEL        | Cristiano Ronaldo   |     |
| 9          | DEL        | Pedro Pauleta       | 74' |
| Entrenador | Entrenador | Luiz Felipe Scolari |     |

| 1          | POR        | Antonios Nikopolidis     |     |
| 2          | DEF        | Giourkas Seitaridis      |     |
| 5          | DEF        | Traianos Dellas          |     |
| 14         | DEF        | Panagiotis Fyssas        |     |
| 19         | DEF        | Michalis Kapsis          |     |
| 6          | MED        | Angelos Basinas          |     |
| 7          | MED        | Theodoros Zagorakis      |     |
| 8          | MED        | Stylianos Giannakopoulos | 76' |
| 21         | MED        | Kostas Katsouranis       |     |
| 15         | DEL        | Zisis Vryzas             | 81' |
| 9          | DEL        | Angelos Charisteas       |     |
| Entrenador | Entrenador | Otto Rehhagel            |     |

| 2  | DEF | Paulo Ferreira | 43' |
| 10 | MED | Rui Costa      | 60' |
| 21 | DEL | Nuno Gomes     | 74' |

| 3  | MED | Stelios Veneditis      | 76' |
| 23 | DEL | Dimitrios Papadopoulos | 81' |

|  |

| Anotado | 57' | Angelos Charisteas | 0-1 |

| Amonestado | 11'   | Costinha     |
| Amonestado | 90'+3 | Nuno Valente |

| Amonestado | 45'+2 | Angelos Basinas        |
| Amonestado | 63'   | Giourkas Seitaridis    |
| Amonestado | 67'   | PanagiotisFyssas       |
| Amonestado | 85'   | Dimitrios Papadopoulos |

| Árbitro                                                       | Markus Merk        |
| Árbitros asistentes                                           | Christian Schräer  |
| Árbitros asistentes                                           | Jan-Hendrik Salver |
| Cuarto árbitro                                                | Anders Frisk       |
| Reporte Archivado el 5 de octubre de 2018 en Wayback Machine. |                    |

| \| Estadísticas \| \| \| \| Tiros \| 16 \| 4 \| \| Tiros a puerta \| 5 \| 1 \| \| Faltas \| 19 \| 21 \| \| Saques de esquina \| 10 \| 1 \| \| Fueras de juego \| 4 \| 3 \| \| Penaltis \| 0 \| 0 \| \| Posesión del balón \| 58% \| 42% \| |     |     |
| Estadísticas |     |     |
| Tiros | 16  | 4   |
| Tiros a puerta | 5   | 1   |
| Faltas | 19  | 21  |
| Saques de esquina | 10  | 1   |
| Fueras de juego | 4   | 3   |
| Penaltis | 0   | 0   |
| Posesión del balón | 58% | 42% |

|                   |
| Bandera de Grecia |
| Campeón Grecia    |
| 1.º Título        |